# Hexatoma luteitarsis
Hexatoma luteitarsis är en tvåvingeart som beskrevs av Alexander 1964. Hexatoma luteitarsis ingår i släktet Hexatoma och familjen småharkrankar.
Artens utbredningsområde är Jamaica. Inga underarter finns listade i Catalogue of Life.